# Nim (linguagem de programação)
Nim (anteriormente conhecida como Nimrod) é uma linguagem de programação compilada de alto nível, estaticamente tipada, de propósito geral, que é desenvolvida por Andreas Rumpf e foi lançada em 2008.
O desenvolvimento iniciou em 2004, escrito em Object Pascal (usando o Free Pascal) e Python. Entretanto, a primeira versão capaz de compilar a si mesma foi lançada em 22 de agosto 2008 (versão 0.6.0). O compilador gera código C portável e o designa para um compilador externo (suporta MinGW/GCC e vários outros compiladores) para compilá-lo para código de máquina otimizado.
Nim usa indentação como delimitadores de bloco, como Python, e permite usar chaves ({}) como delimitadores, como C. Em identificadores (nomes de variáveis e funções), letras maiúsculas e minúsculas são tratadas como iguais, e underscores (_) são ignorados totalmente.

## Exemplos

### Programa Olá Mundo
```
echo
 
"Olá, Mundo!"

```

Pode ser compilado e executado com o seguinte comando:
```
$ 
nim
 
c
 
-r
 
hello.nim

```

### Algoritmo de Trabb Pardo-Knuth
```
import
 
math
,
 
strformat
,
 
strutils
,
 
sugar

func
 
f
(
t
:
 
float
):
 
float
 
=

  
t
.
abs
.
sqrt
 
+
 
5
 
*
 
t
.
pow
(
3
)

let
 
a
 
=
 
collect
(
newSeq
):

  
for
 
t
 
in
 
0
..
10
:

    
try
:
 
stdin
.
readLine
.
parseFloat
 
except
 
EOFError
:
 
0.0

for
 
i
 
in
 
countdown
(
high
(
a
),
 
low
(
a
)):

  
let
 
y
 
=
 
f
(
a
[
i
]
)

  
echo
 
if
 
y
 
>
 
400
:
 
fmt"{i} TOO LARGE"
 
else
:
 
fmt"{i} {y}"

```